# Proboloptila aeolella
Proboloptila aeolella är en fjärilsart som beskrevs av Walsingham 1897. Proboloptila aeolella ingår i släktet Proboloptila och familjen äkta malar. Inga underarter finns listade i Catalogue of Life.